# Łukasz Mamczarz
Łukasz Maciej Mamczarz (ur. 14 czerwca 1988 w Gorzowie Wielkopolskim) – polski niepełnosprawny lekkoatleta specjalizujący się w skoku wzwyż, brązowy medalista Letnich Igrzysk Paraolimpijskich 2012, dwukrotny brązowy medalista mistrzostw świata, dwukrotny mistrz Europy.

## Życiorys
W 2009 roku uległ poważnemu wypadkowi drogowemu. Wraz z kolegą wybrali się nowym motocyklem na przejażdżkę przez drogę w lesie. Pewny, że droga jest wolna Łukasz, niebezpiecznie pokonał zakręt, uderzając wprost w nadjeżdżający naprzeciwko samochód. Urwana lewa noga została wbita w drzwi auta. Jeszcze tego samego roku zadebiutował na arenie międzynarodowej.
Na igrzyskach paraolimpijskich w Londynie zdobył brązowy medal w skoku wzwyż (F42), pokonując wysokość 1,74 metra. Polak zaliczył tę wysokość za trzecim razem i przegrał Fidżyjczykiem Iliesą Delaną oraz Indyjczyk Girisha Hosanagara Nagarajegowda.
Cztery lata później w Rio de Janeiro w skoku wzwyż (T42) zajął czwarte miejsce z wynikiem 1,77 m. Swój najlepszy wynik w zawodach uzyskał w drugiej próbie. Do trzeciego miejsca zabrakło Polakowi dziewięciu centymetrów.

## Rekordy
- Rekord Europy[4]

- Skok wzwyż (T63) – 1,82 (16 czerwca 2012, Berlin)

- Rekord mistrzostw Europy[5]

- Skok wzwyż (T63) – 1,71 (20 sierpnia 2014, Swansea)

## Wyniki
| Rok  | Zawody                   | Miejscowość    | Konkurencja               | Wynik | Pozycja    |
| ---- | ------------------------ | -------------- | ------------------------- | ----- | ---------- |
| 2011 | Mistrzostwa świata       | Christchurch   | Skok wzwyż (F42)          | 1,60  | 4. miejsce |
| 2012 | Mistrzostwa Europy       | Stadskanaal    | Skok wzwyż (F42)          | 1,70  | 1. miejsce |
| 2012 | Igrzyska paraolimpijskie | Londyn         | Skok wzwyż (F42)          | 1,74  | 3. miejsce |
| 2013 | Mistrzostwa świata       | Lyon           | Skok wzwyż (T42/44)       | 1,75  | 3. miejsce |
| 2014 | Mistrzostwa Europy       | Swansea        | Skok wzwyż (T42)          | 1,71  | 1. miejsce |
| 2015 | Mistrzostwa świata       | Doha           | Skok wzwyż (T42)          | 1,78  | 3. miejsce |
| 2016 | Mistrzostwa Europy       | Grosseto       | Skok wzwyż (T42-44)       | 1,75  | 1. miejsce |
| 2016 | Igrzyska paraolimpijskie | Rio de Janeiro | Skok wzwyż (T42)          | 1,77  | 4. miejsce |
| 2017 | Mistrzostwa świata       | Londyn         | Skok wzwyż (T42)          | 1,65  | 4. miejsce |
| 2018 | Mistrzostwa Europy       | Berlin         | Skok wzwyż (T42/44/63/64) | 1,70  | 2. miejsce |
| 2019 | Mistrzostwa świata       | Dubaj          | Skok wzwyż (T63)          | 1,80  | 4. miejsce |